# سكانديقس فلسطيني
سكانديقس فلسطيني أو سرفيل فلسطيني (الاسم العلمي:Scandix palaestina) هو نوع غير مؤكد من النباتات يتبع جنس السكانديقس من الفصيلة الخيمية.